# II-64
De II-64 is een nationale weg van de tweede klasse in Bulgarije. De weg loopt van Karlovo naar Plovdiv. De II-64 is 54 kilometer lang.